# Roodbuikniltava
De roodbuikniltava of oranjebuikvliegenvanger (Niltava sundara synoniem: Muscicapa sundara) is een zangvogel uit de familie Muscicapidae (vliegenvangers).

## Kenmerken
Ze zingen een aangename melodie van vijf of zes noten die gewoonlijk aangekondigd wordt door twee scherpe klikken, terwijl het volgende lied steeds weer herhaald wordt. De lichaamslengte bedraagt 18 cm.

## Leefwijze
Zijn voedsel bestaat uit insecten, die hij zoekt in laag struikgewas en in de ondergroei.

## Verspreiding en leefgebied
Deze soort komt voor van de Himalaya tot Zuidwest-China, in loofbossen op hoogten van 900 tot 2500 meter en telt drie ondersoorten:
- N. s. whistleri: de noordwestelijke Himalaya.
- N. s. sundara: van de centrale en oostelijke Himalaya tot zuidwestelijk China en centraal Myanmar.
- N. s. denotata: zuidelijk China en oostelijk Myanmar.